# Efringen-Kirchen
Efringen-Kirchen är en kommun och ort i Landkreis Lörrach i regionen Schwarzwald-Baar-Heuberg i Regierungsbezirk Freiburg i förbundslandet Baden-Württemberg i Tyskland.
Den 1 oktober 1974 gick kommunerna Efringen-Kirchen, Blansingen, Egringen, Huttingen, Istein, Kleinkems, Mappach, Welmlingen och Wintersweile samman i den nya kommunen Efringen-Kirchen.